# مجموعة فوجيان موتورز
يقع مقر مجموعة فوجيان موتورز في مقاطعة فوجيان، الصين، وقد تم تأسيسها في عام 1992.
تشمل شركات المجموعة فوجيان دايملر للسيارات (50٪ مشروع مشترك مع دايملر) وساوايست موتورز (50٪) وكينغ لونغ (شركة تصنيع حافلات) (15٪) وباص هايغر.

## روابط خارجية
- موقع فوجيان موتورز